# William Gibbs McAdoo

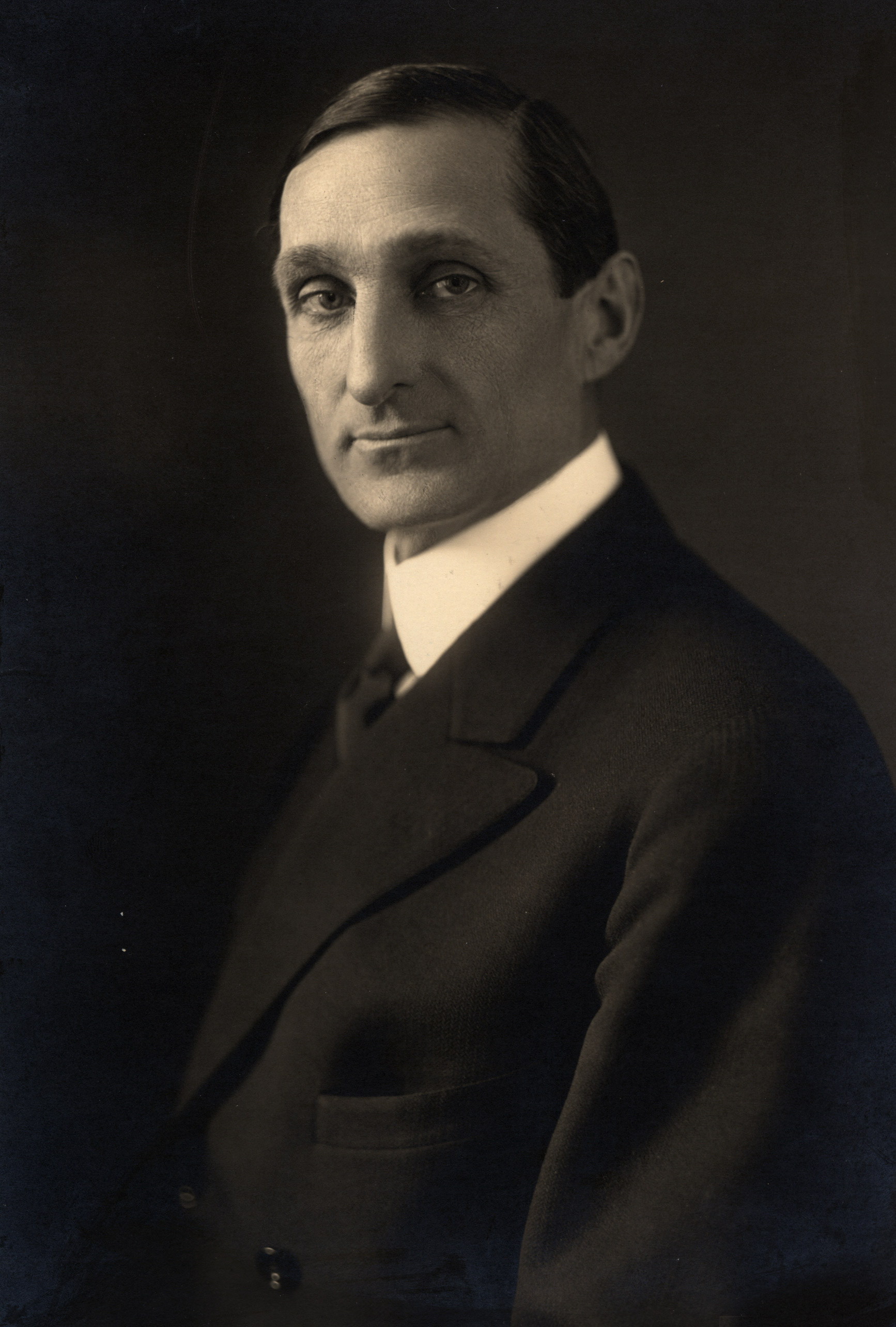
William Gibbs McAdoo (1914)

William Gibbs McAdoo, Jr. (ur. 31 października 1863 w Marietcie w stanie Georgia, zm. 1 lutego 1941 w Waszyngtonie) – amerykański polityk, działacz Partii Demokratycznej, prawnik, zięć Woodrowa Wilsona, bratanek generała Skonfederowanych Stanów Ameryki Johna Davida McAdoo.
Pełnił funkcję wiceprzewodniczącego Krajowego Komitetu Partii Demokratycznej (1912). W latach 1913–1918 sprawował urząd sekretarza skarbu. Od 4 marca 1933 do 8 listopada 1938 był senatorem 3. klasy z Kalifornii. Bezskutecznie ubiegał się o nominację swojej partii w wyborach prezydenckich w 1920 i 1924.
Był trzykrotnie żonaty i miał dziewięcioro dzieci. Został pochowany na Cmentarzu Narodowym w Arlington.